# 董尔丹
董尔丹（1959年3月—），中国心血管病专家，中国工程院院士，现任北京大学第三医院血管医学研究所研究员，北京大学心血管研究所所长，分子心血管学教育部重点实验室主任。

## 生平
1983年毕业于原内蒙古医学院医学系，1994年博士毕业于原北京医科大学。